# 예멘 아랍 공화국
예멘 아랍 공화국(아랍어: الجمهوريّة العربية اليمنية 알줌후리야 알아라비야 알야마니야[*])은 북예멘으로 알려져 있으며, 1962년부터 1990년 예멘의 통일 이전까지 예멘의 북부에 존재했던 분단국가이다. 수도는 사나였으며 통일 이후에도 지금까지 계속 그대로 유지하고 있다.
1918년 오스만 제국으로부터 독립한 예멘 왕국에서, 1962년 쿠데타로 인하여 공화국이 된 나라이다. 왕당파는 사우디아라비아의 지원 아래 1970년까지 공화파와 내전을 벌였으나 실패하였다. 이들은 가말 압델 나세르의 아랍 사회주의의 영향을 받았으나 남예멘의 공산주의 정부와는 대립하였다. 1990년에 예멘 인민민주공화국(남예멘)과 통일하여 예멘 공화국이 되었다.

## 같이 보기
- 남예멘
- 예멘의 통일
- 분단국가
- NDF 반란